# Sheeva Peo
Sheeva Peo (po mężu Sheeva Peo-Cook) (ur. 7 listopada 1976) – nauruańska sztangistka startująca w kategorii +75 kg (wcześniej w kategoriach do 83 kg oraz w kategorii +83 kg), olimpijka, a także uczestniczka mistrzostw świata. Medalistka mistrzostw Oceanii i mistrzostw Australii i Oceanii. Pierwsza kobieta, która reprezentowała Nauru na igrzyskach olimpijskich.
Sheeva Peo była także sekretarzem generalnym Nauruańskiego Komitetu Olimpijskiego. Z zawodu jest policjantką.

## Mistrzostwa świata
W mistrzostwach świata brała udział trzykrotnie (w latach 1997–1999).
W 1997 r. na mistrzostwach w Chiang Mai, Peo startowała w kategorii +83 kg. W rwaniu pierwszą próbę na 72,5 kg miała udaną, następną na 77,5 kg spaliła, natomiast ostatnią próbę na 77,5 kg miała udaną. Rwanie zakończyła na ostatnim 12. miejscu, wśród zawodniczek klasyfikowanych (dwie zawodniczki zostały niesklasyfikowane). W podrzucie natomiast, miała tylko jedną udaną próbę; w pierwszej próbie zaliczyła 100 kg, a dwie następne na 105 kg spaliła. W podrzucie także zajęła 12. lokatę; z wynikiem 177,5 kg zajęła ostatnie 11. miejsce, wśród zawodniczek sklasyfikowanych (łącznie trzy zawodniczki nie zostały sklasyfikowane).
W 1998 r. w Lahti, Peo startowała w kategorii +75 kg. W rwaniu pierwsze dwie próby na 80 kg i 85 kg miała udane, natomiast ostatnią próbę na 90 kg miała nieudaną. Rwanie zakończyła na 13. miejscu, wśród 16 zawodniczek startujących w zawodach. W podrzucie, zaliczyła tylko drugą próbę na 105 kg; pierwszą na 105 kg i trzecią na 110 kg spaliła. W podrzucie zajęła 14. miejsce, a w łącznej klasyfikacji 13. miejsce, wyprzedzając m.in. swoją rodaczkę Reannę Solomon.
Rok później w Atenach, Peo również startowała w kategorii +75 kg. W rwaniu zaliczyła pierwszą próbę na 85 kg i trzecią na 90 kg; drugą na 90 kg miała nieudaną. Po rwaniu była klasyfikowana na 18. miejscu w stawce 23 zawodniczek, które ukończyły rwanie. W podrzucie podchodziła trzykrotnie do tego samego ciężaru 112,5 kg, za każdym razem go paląc. Przez to, że nie zaliczyła żadnej próby w podrzucie, w dwuboju nie była klasyfikowana.
| Rok i miejsce   | Konkurencja | Masa ciała | Rwanie  | Rwanie  | Podrzut | Podrzut | Razem    | Pozycja | Źródło |
| Rok i miejsce   | Konkurencja | Masa ciała | Wynik   | Pozycja | Wynik   | Pozycja | Razem    | Pozycja | Źródło |
| --------------- | ----------- | ---------- | ------- | ------- | ------- | ------- | -------- | ------- | ------ |
| 1997 Chiang Mai | + 83 kg     | 86,1 kg    | 77,5 kg | 12.     | 100 kg  | 12.     | 177,5 kg | 11.     | [ 6 ]  |
| 1998 Lahti      | + 75 kg     | 86,56 kg   | 85 kg   | 13.     | 105 kg  | 14.     | 190 kg   | 13.     | [ 7 ]  |
| 1999 Ateny      | + 75 kg     | 86,39 kg   | 90 kg   | 18.     | DNF     | DNF     | DNF      | DNF     | [ 8 ]  |

## Igrzyska olimpijskie
W 2000 r. Peo reprezentowała swój kraj na letnich igrzyskach olimpijskich w Sydney w kategorii +75 kg. Peo jest pierwszą kobietą z tego kraju, która wystąpiła na igrzyskach olimpijskich; na tych igrzyskach była jedną z dwojga reprezentantów Nauru (kraj ten reprezentował także Marcus Stephen). Pierwsze podejście na 92,5 kg miała udane. W drugim podejściu nie wyrwała sztangi ważącej 97,5 kg; w trzeciej próbie podchodziła do tego samego ciężaru, tym razem zaliczając go. W podrzucie zaliczyła tylko pierwszą próbę na 122,5 kg, dwie następne na 127,5 kg miała nieudane. W dwuboju osiągnęła 220 kg, co dało jej jednak ostatnie miejsce wśród zawodniczek, które ukończyły rywalizację (Ukrainka Wita Rudenok nie wystąpiła podrzucie, przez co nie była klasyfikowana).
| Rok i miejsce | Konkurencja | Masa ciała | Rwanie  | Podrzut  | Razem  | Pozycja | Źródło |
| Rok i miejsce | Konkurencja | Masa ciała | Wynik   | Wynik    | Razem  | Pozycja | Źródło |
| ------------- | ----------- | ---------- | ------- | -------- | ------ | ------- | ------ |
| 2000 Sydney   | + 75 kg     | 92,34 kg   | 97,5 kg | 122,5 kg | 220 kg | 10.     | [ 9 ]  |

## Igrzyska Wspólnoty Narodów
W 2006 r. Nauruanka wzięła udział w igrzyskach Wspólnoty Narodów w Melbourne (+75 kg). Rwanie rozpoczęła od udanej próby na 85 kg, drugie podejście na 90 kg miała nieudane, ostatnią próbę przeniosła na 95 kg, zaliczając ją. Po rwaniu klasyfikowana była na piątym miejscu. W podrzucie zaliczyła pierwsze dwie próby na 110 kg i 120 kg, ostatnią na 129 kg spaliła. W podrzucie zajęła piątą pozycję, a w dwuboju zajęła czwarte miejsce (215 kg w dwuboju).
| Rok i miejsce  | Konkurencja | Masa ciała | Rwanie | Rwanie  | Podrzut | Podrzut | Razem  | Pozycja | Źródło |
| Rok i miejsce  | Konkurencja | Masa ciała | Wynik  | Pozycja | Wynik   | Pozycja | Razem  | Pozycja | Źródło |
| -------------- | ----------- | ---------- | ------ | ------- | ------- | ------- | ------ | ------- | ------ |
| 2006 Melbourne | + 75 kg     | 105,08 kg  | 95 kg  | 5.      | 120 kg  | 5.      | 215 kg | 4.      | [ 10 ] |

## Mistrzostwa Australii i Oceanii i mistrzostwa Oceanii
Sheeva Peo jest dwukrotną złotą medalistką mistrzostw Australii i Oceanii w podnoszeniu ciężarów. Pierwszy tytuł mistrzowski zdobyła w 1996 r. (kategoria do 83 kg), gdzie osiągnęła 140 kg (w dwuboju). Drugi tytuł mistrzowski zdobyła w 1999 r. w Melbourne w kategorii + 75 kg (z wynikiem 197,5 kg w dwuboju). Ponadto jest także kilkukrotną srebrną i brązową medalistką tejże imprezy.
Peo jest także sześciokrotną złotą medalistką mistrzostw Oceanii. Pierwszy tytuł mistrzowski zdobyła w 1996 r. w Apii (w kategorii do 83 kg), osiągając 140 kg w dwuboju. Kolejny tytuł zdobyła rok później w Wellington, gdzie również startowała w kategorii -83 kg. Wówczas osiągnęła 167,5 kg w dwuboju. Rok później, zdobyła kolejny złoty medal, tym razem w kategorii +75 kg (w dwuboju osiągnęła 190 kg). Podobnie jak w poprzednich trzech latach, Peo triumfowała w następnych trzech (na mistrzostwach w 1999 r. osiągnęła 197,5 kg, w 2000 r. osiągnęła 207,5 kg, a w 2001 r. uzyskała 202,5 kg (podano wyniki dla dwuboju)). Natomiast w 2005 r. Peo zdobyła srebrny medal, przegrywając z Sioe Haioti – sztangistką z Niue.
Wyniki mistrzostw Australii i Oceanii i mistrzostw Oceanii
| Rok i miejsce   | Konkurencja | Masa ciała | Rwanie  | Podrzut  | Dwubój   | Pozycja             | Pozycja | Źródła               |
| Rok i miejsce   | Konkurencja | Masa ciała | Rwanie  | Podrzut  | Dwubój   | Australia i Oceania | Oceania | Źródła               |
| --------------- | ----------- | ---------- | ------- | -------- | -------- | ------------------- | ------- | -------------------- |
| 1996 Apia       | - 83 kg     | -          | -       | -        | 140 kg   | 1                   | 1       | [ 16 ] [ 11 ]        |
| 1997 Wellington | - 83 kg     | -          | -       | -        | 167,5 kg | ?                   | 1       | [ 16 ] [ 11 ]        |
| 1998 Nauru      | + 75 kg     | 86,30 kg   | 85 kg   | 105 kg   | 190 kg   | 2                   | 1       | [ 16 ] [ 12 ] [ 11 ] |
| 1999 Melbourne  | + 75 kg     | 87,95 kg   | 80 kg   | 117,5 kg | 197,5 kg | 1                   | 1       | [ 16 ] [ 17 ] [ 11 ] |
| 2000 Nauru      | + 75 kg     | 88,05 kg   | 87,5 kg | 120 kg   | 207,5 kg | 3                   | 1       | [ 16 ] [ 13 ] [ 11 ] |
| 2001 Auckland   | + 75 kg     | 87,7 kg    | 80 kg   | 122,5 kg | 202,5 kg | 2                   | 1       | [ 16 ] [ 14 ] [ 11 ] |
| 2005 Melbourne  | + 75 kg     | 101,75 kg  | 98 kg   | 121 kg   | 219 kg   | 2                   | 2       | [ 16 ] [ 15 ] [ 11 ] |

## Inne
W 1999 r. Peo wzięła udział w turnieju Telstra Commonwealth, Oceania & South Pacific Weightlifting Championships, który był jednocześnie turniejem o mistrzostwo Wspólnoty Narodów, Australii i Oceanii oraz Oceanii. W klasyfikacji zawodniczek z całej Wspólnoty Brytyjskiej, Peo uplasowała się na drugim miejscu. W klasyfikacji zawodniczek z Australii i Oceanii, Peo uplasowała się na pierwszym miejscu, podobnie jak w zestawieniu zawodniczek tylko z Oceanii. W dwuboju osiągnęła 197,5 kg. 
W 2005 r. Nauruanka wzięła udział w Arafura Games (zawody, w których startują sportowcy z Oceanii i Azji Południowo-Wschodniej). Tam również startowała w kategorii +75 kg. W rwaniu osiągnęła 90 kg, natomiast w podrzucie uzyskała 117 kg, co w dwuboju przełożyło się na wynik 207 kg. Nauruańska sztangistka zdobyła złoty medal. 
W tym samym roku brała udział w miniigrzyskach Pacyfiku rozgrywanych na Palau (kategoria +75 kg). W rwaniu uzyskała 95 kg, a w podrzucie 121 kg; w dwuboju osiągnęła 216 kg. We wszystkich tych konkurencjach, nauruańska sztangistka była najlepsza, tym samym zdobywając trzy złote medale. Zarówno w rwaniu, podrzucie i dwuboju, Peo poprawiła rekord miniigrzysk Pacyfiku.
Również w 2005 r. brała udział w turnieju Mermet Commonwealth, Oceania & South Pacific Championships, który był jednocześnie turniejem o mistrzostwo Wspólnoty Narodów, Australii i Oceanii oraz Oceanii. W dwuboju osiągnęła 219 kg. W klasyfikacji o mistrzostwo Wspólnoty Narodów, Peo uplasowała się na trzecim miejscu. W klasyfikacji zawodniczek z Australii i Oceanii, Peo uplasowała się na drugim miejscu, podobnie jak w zestawieniu zawodniczek tylko z Oceanii (niueńska sztangistka Sioe Haioti – mająca ten sam wynik – była klasyfikowana o jedno miejsce wyżej, ponieważ miała mniejszą masę ciała od sztangistki z Nauru).
| Rok i miejsce | Konkurencja | Masa ciała | Rwanie | Podrzut  | Dwubój   | Pozycja | Źródła        |
| ------------- | ----------- | ---------- | ------ | -------- | -------- | ------- | ------------- |
| 2005 Darwin   | + 75 kg     | 101,24 kg  | 90 kg  | 117,5 kg | 207,5 kg | 1       | [ 18 ] [ 21 ] |
| 2005 Koror    | + 75 kg     | 102,50 kg  | 95 kg  | 121 kg   | 216 kg   | 1       | [ 20 ]        |